# یناخمتوو
یناخمتوو (انگلیسی: Yenakhmetovo) یک شهرک در شهرستان شارانسکی استان باشقیرستان کشور روسیه است.